# Thành phố cấp huyện
Thành phố cấp huyện hay huyện cấp thị (tiếng Trung: 县级市; bính âm: xiànjí shì) là một đơn vị hành chính ở Trung Hoa đại lục. Huyện cấp thị thuộc địa cấp thị (đô thị cấp địa khu) và các đơn vị cấp địa khu.
Phần lớn huyện cấp thị được lập trong thập niên 1980 và 1990 bằng cách thay các huyện. Quá trình này đã được dừng lại năm 1997.

## Thành phố cấp phó địa
Có một số ít huyện cấp thị trực thuộc các đơn vị cấp tỉnh mà không qua cấp địa khu, gọi là Phó địa cấp thị. Một số phó địa cấp thị tại Trung Hoa đại lục:
- Tế Nguyên (Hà Nam)
- Thiên Môn (Hồ Bắc)
- Tiềm Giang (Hồ Bắc)
- Tiên Đào (Hồ Bắc)
- Ngũ Chỉ Sơn (Hải Nam)
- Đông Phương (Hải Nam)
- Vạn Ninh (Hải Nam)
- Văn Xương (Hải Nam)
- Quỳnh Hải (Hải Nam)

Bên cạnh đó, có 9 huyện cấp thị tại Tân Cương có địa vị phó địa cấp thị nhưng lại không do chính quyền Tân Cương quản lý mà do Binh đoàn sản xuất và xây dựng Tân Cương trực tiếp quản lý theo chế độ hợp nhất sư đoàn-thành phố. Mặt khác, Binh đoàn sản xuất và xây dựng Tân Cương cũng có địa vị như một thành phố phó tỉnh tại Tân Cương, chịu sự lãnh đạo song song của Quốc vụ viện Trung Quốc và Đảng ủy khu tự trị Duy Ngô Nhĩ Tân Cương.
- Aral (Tân Cương)
- Côn Ngọc (Tân Cương)
- Bắc Đồn (Tân Cương)
- Ngũ Gia Cừ (Tân Cương)
- Thạch Hà Tử (Tân Cương)
- Thiết Môn Quan (Tân Cương)
- Tumxuk (Tân Cương)
- Kokdala (Tân Cương)
- Song Hà (Tân Cương)

## Đánh giá
Các huyện cấp thị không phải là các đô thị theo nghĩa đúng nhất của nó vì chúng thường có vùng nông thôn có khi rộng gấp nhiều lần so với vùng đô thị. Để phân biệt huyện cấp thị và khu vực đô thị (nghĩa truyền thống của "thị"), thuật ngữ "thị khu" (市区) (bính âm: shìqū) được sử dụng.